# Parksville (Carolina del Sud)
Parksville è un comune degli Stati Uniti d'America, situato in Carolina del Sud, nella contea di McCormick.